# 1590 Tsiolkovskaja
1590 Tsiolkovskaja è un asteroide della fascia principale del diametro medio di circa 13,27 km. Scoperto nel 1933, presenta un'orbita caratterizzata da un semiasse maggiore pari a 2,2300278 UA e da un'eccentricità di 0,1569940, inclinata di 4,34752° rispetto all'eclittica.
L'asteroide è dedicato al fisico russo Konstantin Ėduardovič Ciolkovskij, teorico del volo spaziale.